# G
La g (en mayúscula G, nombre ge, plural ges) es la séptima letra y la quinta consonante del alfabeto español y del alfabeto latino básico.
En español representa un sonido consonante oclusivo, velar y sonoro.

## Historia
Corresponde a la letra G del alfabeto latino o romano. Se deriva de la C, que entre lo relativo se usaba indistintamente para representar los fonemas /c/ y /g/. Sin embargo, en latín, la diferencia entre los dos sonidos era importante, porque ayudaba a entender ciertas palabras. Probablemente, evolucionó del grafema protosemítico que originó el gimel fenicio y la gamma griega.
En el s. III a. C., el liberto Espurio Carvilio, esclavo del cónsul Espurio Carvilio Ruga, decidió agregar un pequeño rasgo a la C para producir una letra nueva y representar así el fonema velar oclusivo sonoro como distinto del velar oclusivo sordo.
| Proto-Semítico | Fenicio Gimel | Griego Gamma | Etrusco C | Griega G |
| -------------- | ------------- | ------------ | --------- | -------- |
|                |               |              |           | Megágono |

## Uso

La "G" en el símbolo masónico más conocido.

### Gráfico
La «G» mayúscula representa:
- En notación anglosajona: a la nota o acorde de sol.

La «g» minúscula representa:
- A la unidad de medida, el gramo.
- Al sonido oclusivo velar sonoro.

### Fonético

#### En español
La «g» representa dos sonidos:
- Una  oclusiva velar sonora (/g/): cuando forma las sílabas GA (/ga/, /ɣa/), GUE (/ge/, /ɣe/), GUI (/gi/, /ɣi/), GO (/go/, /ɣo/), GU (/gu/, /ɣu/), GUA (/gua/, /ɣua/), GÜE (/gue/, /ɣue/), GÜI (/gui/, /ɣui/) y GUO (/guo/, /ɣuo/) . Como se pudo observar, para combinar este sonido con el de las vocales E e I, se necesita anteponer una U y formar los dígrafos UE y UI, y además se debe escribir una diéresis sobre la U si se quiere que esta suene (véase: gu). Se usa este sonido cuando G es el primero que se dice, o más comúnmente cuando la letra previa es N (mango). La manera más común de pronunciar G es la aproximante /ɣ/ (mago).
- Una fricativa velar sorda (/x/): que es el mismo sonido que tiene la letra J, y vendría a ser la variante suave de la G en español. Se da cuando esta letra se antepone a las vocales E e I, de modo que las partículas GI y GE suenan igual que JE y JI. Ejemplo: girar /xi'ɾaɾ/ y jirafa /xi'ɾafa/, general /xene'ɾal/ y jefe /'xefe/.

#### En las demás lenguas romances
En la lenguas romances la 'g' tiene un sonido principalmente suave cuando antecede a las vocales E e I, o la Y; y un sonido fuerte (/g/) en los demás casos; mientras que en las lenguas que no son de origen romance, típicamente se usa la G para representar el sonido /g/ sin importar su posición.
Este sonido suave varía en las distintas lenguas romances: (/ʒ/ en francés y portugués, [(d)ʑ] en catalán, y /d͡ʒ/ en italiano y rumano. En todas las lenguas romances, menos en italiano y rumano, la G tiene el mismo sonido que la J. En estas dos, se usa el dígrafo GH para representar el sonido /g/ antes de alguna vocal anterior, donde de otra manera, sonaría como una G suave. 
En italiano y francés, GN representa un palatal nasal /ɲ/. en italiano, el trígrafo GLI, representa un  aproximante palatal lateral (/ʎ/) cuando aparece antes de una vocal; mismo sonido que toma el dígrafo GL en el artículo y pronombre gli /ʎi/.

#### En inglés
1. La «g» tiene los siguientes sonidos cuando aparece sola:
- Una oclusiva velar sonora (/ɡ/ o «G fuerte»), como en game /ɡeɪm/ («juego»);
- Una africada postalveolar sonora (/dʒ/ o «G suave»), como en giant  /'dʒaɪ.ənt/ («gigante») o ginger /ˈdʒɪndʒəʳ/ («jengibre»);
- O una fricativa postalveolar sonora (/ʒ/), presente en algunas palabras de origen francés como rouge /ruːʒ/ ("carmín"), beige /beɪʒ/ y genre /(d)ʒɒnɹə/ («género»).

2. Y tiene distintos sonidos cuando se une a otras letra para formar dígrafos:
El dígrafo DG representa:
- Una africada postalveolar sonora (/dʒ/) como en bridge /bɹɪdʒ/ («puente») or judge /dʒʌdʒ/ («juez»).

El dígrafo NG representa:
- Una nasal velar (/ŋ/), como en ring /ɹɪŋ/ («anillo») sing /sɪŋ/ («cantar»);
- Un grupo consonántico donde se combinan los sonidos /ŋ/ y /g/, como en jungle /ˈdʒʌŋgl/ («selva») y finger  /ˈfɪŋgəʳ/ («dedo»).

El dígrafo GH representa una variedad usos fonéticos que incluyen:
- Una fricativa labiodental sorda (/f/) como en enough /ɪˈnʌf/ («suficiente»);
- /ɡ/, en préstamos lingüístico como spaghetti /spəˈgetɪ/;
- Un indicador de que una letra tiene una larga pronunciación, como en sigh /saɪ/ («suspirar») y night /naɪt/ («noche»);
- O puede ser muda, como en eight /eɪt/ («ocho») o  plough /plaʊ/ («arar»).

El dígrafo GN representa:
- /nj/, común en préstamos lingüísticos como lasagna /ləˈzænjə/ («lasaña»).
- Ya sea al inicio o al final, simplemente una /n/, volviendo muda a al «g», como en gnome /nəʊm/ («nomo») o sign /saɪn/ «señal».

Hay muchas palabras en inglés que, aunque no son de origen romance, presentan fonéticamente una G suave cuando está antes de E o I, como en get /get/ («obtener») o gift /gɪft/ («regalo»), y otras cuando está antes de «a», como margarine («margarina»).

#### En otros idiomas
Entre las lenguas europeas, el idioma neerlandés es el único que no tiene el sonido /ɡ/ en sus palabras nativas, en lugar de ello, la G representa una fricativa velar sonora /ɣ/, aunque en muchos dialectos neerlandeses se pronuncia como una fricativa velar sorda /x/ (el sonido de la «j» en español), y en los dialectos del sur puede ser palatilizada a una fricativa palatal sonora /ʝ/ (el sonido de la 'y' en «mayo», pronunciado sin yeísmo). Sin embargo, la 'g' al final de la palabra es siempre muda en todos los dialectos, incluyendo el neerlandés estándar y el neerlandés belga estándar. 
El idioma feroés usa la 'g' para representar los sonidos /dʒ/ y /ɡ/, y también la usa para inidicar una semivocal.
En el Idioma maorí, la 'g' se usa en el dígrafo «ng», que al igual que en el inglés, representa el sonido velar nasal /ŋ/, que es el sonido de la 'n' en «santo».

## Reglas para su uso ortográfico
El hecho de que la G y la J tengan el mismo sonido cuando están antes de la E o la I, hace que haya confusión y errores de ortografía al momento de escribir palabras con este sonido. Es por ello que para ambas letras existen normas para su correcto uso ortográfico. 
Se escriben con G:
- Todas las palabras que empiezan con:
  - germ: germen, germanofilia, germano.
  - in, salvo injerto y sus derivados: ingenio, ingerir, ingenuo.
  - La raíz latina legi, que significa "ley": legítimo, legislativo, legislar.
  - El prefijo de origen griego geron, que significa "viejo": gerontocracia, geriatría.[3]

- Las palabras que contienen la partícula: 
  - gest: gestionar, ingestión, gestación, congestión.
  - gen: vigente, tangente, aborigen, género, margen, homogéneo.  Excepto avejentar, jengibre, berenjena, Jenofonte, comején, ajeno, enajenar, ajenjo, jején, ojén; y las formas de los verbos que en infinitivo tiene "j": dejen (dejar), tejen (tejer), lijen (lijar), bajen (bajar), viajemos (viajar).
  - ges: gesto, gestión, congestión, ingestión.  Excepto: majestad y sus compuestos y derivados (majestuosidad, majestuosamente).

- Los verbos terminados en ger, gir, giar e igerar, así como sus derivados: proteger, afligir, presagiar, morigerar. Excepto: crujir, tejer, mejer, anejir, brujir, grujir, desquijerar y sus compuestos y derivados.

En las formas verbales de los verbos terminados en ger y gir, se sustituye la g por la j cuando precede a las vocales a y o: protejo, aflijamos, recoja, exijan.
- Las palabras que tienen como prefijo o sufijo a la raíz griega:[3]
  - geo, que significa "tierra": geoquímica, geodesia, epigeo, perigeo.
  - gine, que significa "mujer": vagina, poliginia, misoginia, ginofobia.
  - genea/geno , que significa "nacimiento, origen o linaje": criógeno, endrógeno, bacterígeno, genealogía.

- Los sufijos:
  - logia, que significa "ciencia o tratado": astrología, genealogía, farmacología, mineralogía.
  - gogía, que significa "conducir": andragogía, psicopedagogía, hidragogía.
  - algia, que significa "dolor o pesar": nostalgia, mialgia, otalgia, enteralgia.
  - fagia, que significa "comer": onicofagia, disfagia, antropofagia.

- Las palabras que terminan en: (con sus femeninos correspondientes)

- gélico: evangélico.
- gético: energético, apologética.
- gia: magia, arrugia.
- gible: inteligible, legible.
- giénico: higiénico.
- ginal: original, vaginal.
- ginario: originario, imaginario.

Variantes tipográficas de la «g de caja baja», o 'g' minúscula:- La primera tiene un ojal cerrado (formado por la cola), un cuello que une el anillo o la cabeza con dicho ojal y una oreja (que es el trazo que sale de la cabeza).
- La segunda tiene una cola que forma un ojal o contrapunzón abierto.

- genario: octogenario, cuadragenario.
- gíneo: virgíneo, origíneo.
- ginia: misoginia, Virginia.
- ginoso:  caliginoso, ferruginoso, vertiginoso.
- ginoso: cartilaginoso, oleaginoso .
- gio: litigio, ergio.
- gión: legión, religión.
- gional: regional.
- gionario: legionario, correligionario.
- gioso: contagioso, religiosa.
- gioso: prodigioso, religioso.
- gírico: panegírico, espagírico.
- gismo: silogismo, neologismo.
- ígena: indígena, alienígena.
- ígeno: oxígeno, antígeno.
- logía (estudio, tratado): ecología, astrología
- ógico: lógica, oncológico.
- urgia: metalurgia, siderurgia.

- Los adjetivos numerales ordinales con terminación gésimo: cuadragésimo, quincuagésimo, vigésimo.

- Asimismo se escribe «g» antes de «m» y «n» en una palabra:

segmento, fragmento, pragmático, cognitivo, agnóstico, ignominia, pigmento, maligno.

## Letras y caracteres relacionados
- Ĝ ĝ : G con acento circunflejo, del idioma esperanto.
- Ğ ğ : Una «g dulce» o «g breve» en el idioma turco.
- G̃ g̃ : Una «g com acento nasal», del idioma guaraní.
- Ɣ ɣ : La letra latina Gamma.
- Ȝ ȝ : La letra latina Yogh.
- Γ γ : La letra griega Gamma.
- Г г : La letra cirílica gamma.
- Ѓ ѓ : La letra cirílica gje.
- Ғ ғ : La letra cirílica Ghayn.
- Ᵹ : La g insular de la lingüística irlandesa.

## En el mundo de la informática
| Carácter                        | G                        | G                        | g                        | g                        |
| ------------------------------- | ------------------------ | ------------------------ | ------------------------ | ------------------------ |
| Nombre Unicode                  | LETRA LATINA G MAYÚSCULA | LETRA LATINA G MAYÚSCULA | LETRA LATINA g MINÚSCULA | LETRA LATINA g MINÚSCULA |
| Codificación                    | decimal                  | hexadecimal              | decimal                  | hexadecimal              |
| Unicode                         | 71                       | U+0047                   | 103                      | U+0067                   |
| UTF-8                           | 71                       | 47                       | 103                      | 67                       |
| Referencia de carácter numérico | &#71;                    | &#x47;                   | &#103;                   | &#x67;                   |
| familia EBCDIC                  | 199                      | C7                       | 135                      | 87                       |
| ASCII nota                      | 71                       | 47                       | 103                      | 67                       |

nota: También para codificaciones basadas en ASCII, incluyendo DOS, Windows, ISO-8859 y las familias de codificaciones de Macintosh.

## Representaciones alternativas
En alfabeto fonético aeronáutico y en el militar se le asigna la palabra Golf.
En código Morse es:  — — • 

Banderas de señales
Alfabeto semáforo
Signografía Braille (español)
Alfabeto manual

## En otros idiomas
- La g es la 3.ª letra de las lenguas griega, caldea, siriaca, hebrea, asiria, etrusca, copta, en el moderno románico y gótico.
- La g es la 4.ª letra de las lenguas cirílicas, glagolíticas, croata, rusa, serbia y valaca,
- Es la 7.ª letra del alfabeto inglés,
- Es la 17.ª letra (o la 3.ª consonante) en el sánscrito.
  - la g sánscrita, como la alemana, tiene siempre sonido suave (como en la palabra castellana “tengo”).